# Жертва (фільм, 1961)
«Жертва» (англ. Victim) — британська кримінальна драма 1961 року, поставлена режисером Безілом Дірденом. Перший фільм англійською мовою, в якому було вжито слово «гомосексуал». Прем'єра стрічки відбулася 31 серпня 1961 року. Реакція на фільм у Великій Британії була украй суперечливою. Вважається, що фільм зіграв важливу роль в лібералізації британського законодавства відносно переслідування гомосексуалів у 1968 році.
У березні 2016 року фільм увійшов до рейтингу 30-ти найвидатніших ЛГБТ-фільмів усіх часів, складеному Британським кіноінститутом (BFI) за результатами опитування понад 100 кіноекспертів, проведеного до 30-річного ювілею Лондонського ЛГБТ-кінофестивалю BFI Flare.

## Сюжет
Головний герой фільму — успішний адвокат Мелвілл Фарр (Дірк Богард). Він готується стати королівським адвокатом. Фарр одружений з Лорою (Сільвія Сімс). Розслідуючи смерть друга, що був заарештований і вчинив самогубство в поліцейському відділку, Фарр виходить на групу шантажистів гомосексуалів. Він сам стає жертвою шантажу, але, ставлячи під загрозу свій шлюб і кар'єру, допомагає поліції викрити і затримати злочинців.

## У ролях
| Дірк Богард    | ···· | Мелвілл Фарр     |
| Сільвія Сімс   | ···· | Лора             |
| Денніс Прайс   | ···· | Гелловей         |
| Ентоні Ніколлс | ···· | лорд Фалбрук     |
| Пітер Коуплі   | ···· | Пол Мендрейк     |
| Норман Берд    | ···· | Гарольд Дое      |
| Джон Баррі     | ···· | інспектор Гарріс |
| Пітер МакІнері | ···· | Барретт          |
| Доналд Черчілл | ···· | Едді             |
| Деррен Несбітт | ···· | Сенді            |

## Визнання
| Нагороди та номінації фільму «Жертва» | Нагороди та номінації фільму «Жертва» | Нагороди та номінації фільму «Жертва» | Нагороди та номінації фільму «Жертва» | Нагороди та номінації фільму «Жертва» | Нагороди та номінації фільму «Жертва» |
| Рік                                   | Кінофестиваль/кінопремія              | Категорія/нагорода                    | Номінант                              | Результат                             |                                       |
| ------------------------------------- | ------------------------------------- | ------------------------------------- | ------------------------------------- | ------------------------------------- | ------------------------------------- |
| 1961                                  | Венеційський кінофестиваль            | Золотий лев                           | Жертва                                | Номінація                             |                                       |
| 1962                                  | Премія BAFTA                          | Найкращий британський сценарій        | Джанет Грін, Джон МакКормік           | Номінація                             |                                       |
| 1962                                  | Премія BAFTA                          | Найкращий британський актор           | Дірк Богард                           | Номінація                             |                                       |